# 払子守

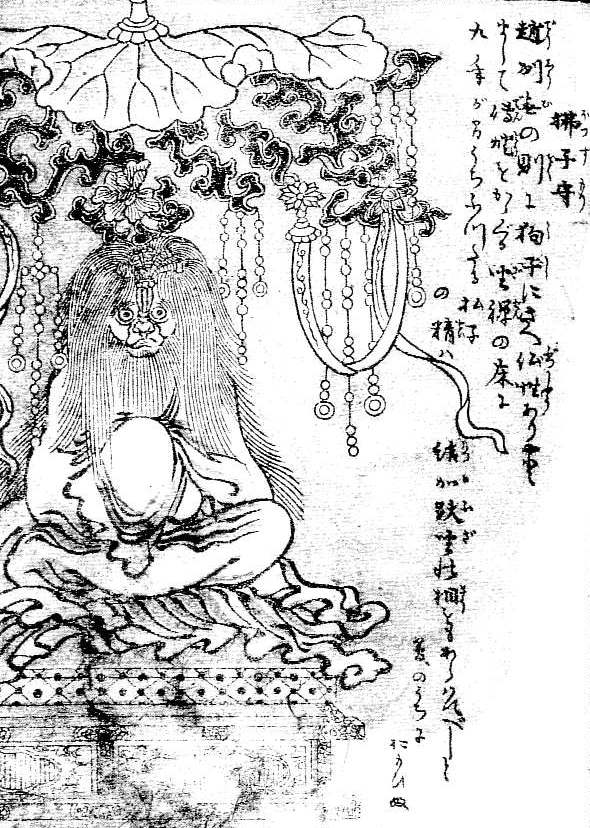
鳥山石燕『百器徒然袋』より「払子守」

払子守（ほっすもり）は、鳥山石燕による江戸時代の妖怪画集『百器徒然袋』にある日本の妖怪。
仏具のひとつである払子（ほっす）の妖怪が天蓋の下で坐禅を組んだ姿で描かれている。石燕による解説文では以下のように述べられている。
「趙州無の則に 狗子にさへ仏性ありけり」とは、禅における公案「狗子仏性」（「イヌにも仏性があるか」と問われた趙州禅師（じょうしゅうぜんじ）が「無」と返答したもの）から引かれており、「狗子」（くし　イヌのこと）に仏性があるならば「払子」（ほっす）の精も仏性をもってるのではないか、と石燕は連想をしておりそのような点から創作されたものであると考えられている。また解説文中にある払子の使用された年数「九年が間」というのは、禅宗の開祖とされている達摩大師（だるまだいし）が壁に向かって9年間坐禅を組んだという伝説からの連想で数字が使われていると見られており、石燕は木魚達摩という妖怪の解説文中では木魚達摩を払子守の同類であるとしている（「払子守とおなじきものかと」とある）。
石燕は『百器徒然袋』では室町時代の妖怪絵巻『百鬼夜行絵巻』を多く参考にしており、同絵巻に払子を素材とした妖怪も登場している。
妖怪研究家・多田克己は、払子は中国では煩悩をもたらす悪魔を払うといわれたことから、「払子の成仏を妨げるものは存在しない」ということを石燕は表していると述べている。

## 平成以降の解説
平成以降の妖怪に関する書籍では、使い古された払子が夜になると踊り出したという解説も見られる。